# A las Peñas de San Medín

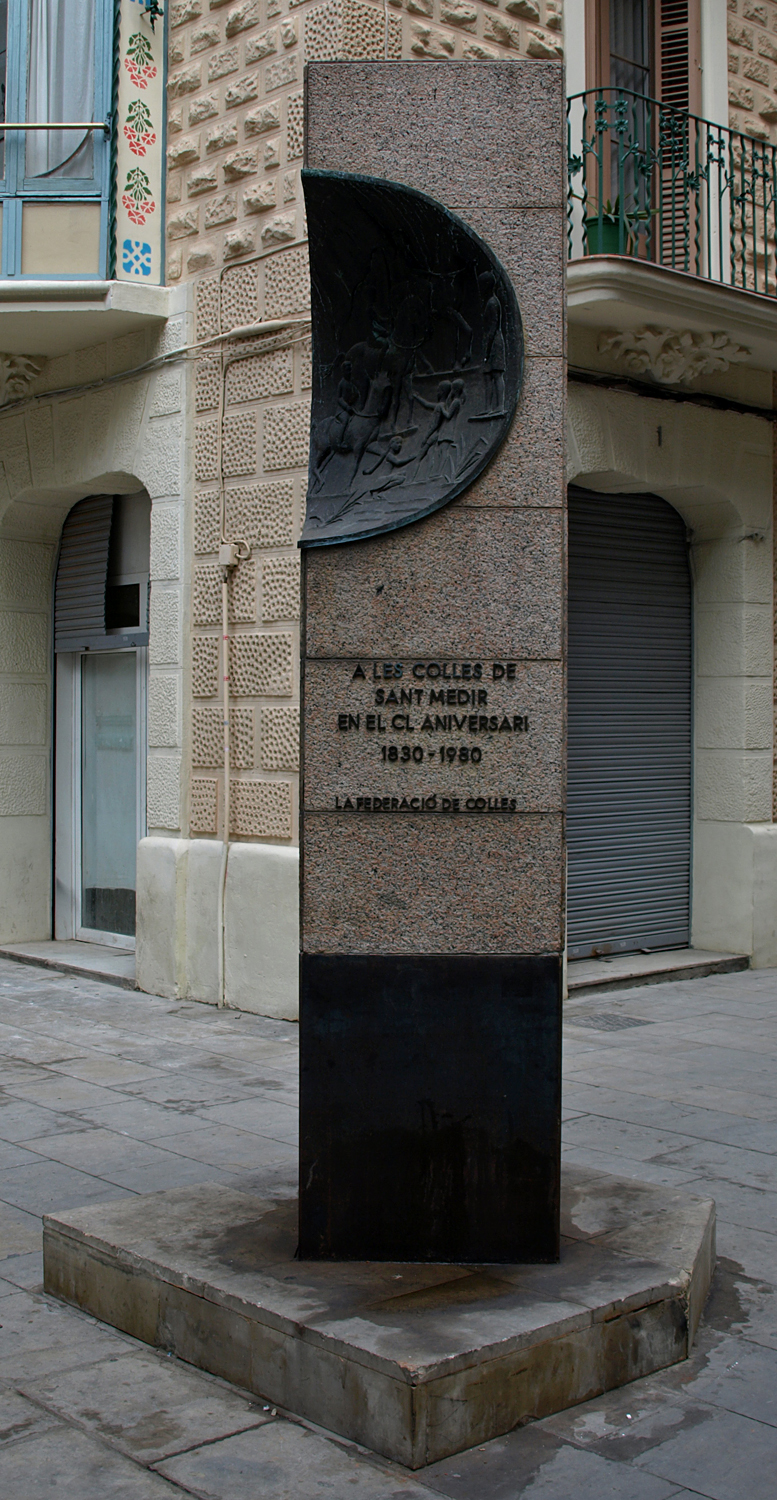
La obra situada en la calle Mayor de Gracia.

A las Peñas de San Medín (en catalán, A les Colles de Sant Medir) es una escultura creada por Núria Tortras en 1969, ubicada en Barcelona, España.

## Historia
Se trata de una obra realizada en bronce sobre una columna de granito de 3,22 metros de alto sin contar la base, con el fin de homenajear a las numerosas peñas que cada año participan en el popular desfile por las calles de Barcelona durante una de sus celebraciones más pintorescas y centenarias, la Fiesta de San Medín. El 2 de mayo de 1969 de inauguró la obra en los Jardines de Gracia en substitución de la escultura L'Empordà tras ser considerada «inmoral» por los sectores más conservadores de al época. No obstante, la escultura solo duró 6 años en ese emplazamiento al ser trasladada en 1975 la plaza Trilla. En 1983 fue movido otra vez al cruce entre las calles Nil Fabra y Torrent de l'Olla. Durante la celebración del 150 aniversario de la popular fiesta de San Medín en el año 2001 se decidió devolverla a la plaza Trilla, justo al lado de la calle Mayor de Gracia donde ha perdurado hasta hoy en día (2008).